# 萩風 (駆逐艦)
萩風（はぎかぜ）は日本海軍の駆逐艦。陽炎型駆逐艦の第17番艦である。1942年6月のミッドウェー海戦では空母「加賀」乗組員を救助、空母「赤城」（機動部隊旗艦）を雷撃により処分した。1943年8月、ベラ湾夜戦で戦没。

## 艦歴

### 太平洋戦争まで
④計画、仮称第113号艦として浦賀船渠で1939年（昭和14年）5月23日起工。同造船所では、「萩風」のほかに5隻の陽炎型（不知火、早潮、時津風、浜風、秋雲）を建造した。
1940年（昭和15年）2月23日、仮称第113号艦は「萩風」（ハギカゼ）と命名される。同日附で姉妹艦「嵐」や敷設艦「津軽」等も命名されている。「萩風」は同年6月18日進水。11月15日附で井上良雄中佐（11月1日まで吹雪型駆逐艦「漣」艦長）は「萩風」艤装員長に任命される。同時期、萩風艤装員事務所を設置。
1941年（昭和16年）3月31日竣工。萩風艤装員事務所を撤去。横須賀鎮守府籍。
同日附で「萩風」は陽炎型16番艦「嵐」と共に、新たに編制されたばかりの第4駆逐隊に所属することになった。第4駆逐隊司令は佐藤寅治郎大佐。また井上艤装員長も正式に「萩風」駆逐艦長に任命されている。佐藤司令は司令駆逐艦を「嵐」に指定した。4月28日、「萩風」は1日だけ司令駆逐艦となる。
6月18日、第4駆逐隊司令は佐藤大佐から有賀幸作大佐に交代した。有賀司令は、頻繁に司令駆逐艦を変更。「萩風」は7月9日、8月1日から8月16日、8月19日と第4駆逐隊司令駆逐艦に指定された。
10月上旬、四国沖での演習中に駆潜艇を誤射、井上艦長は「安全なる航海を祈る」と信号を送った。10月31日、第4駆逐隊に陽炎型15番艦「野分」、18番艦「舞風」が編入され、定数4隻となる。南方方面へ移動するため豊後水道を南下中、第4駆逐隊は試験航海中の大和型戦艦1番艦「大和」とすれ違った。

### 太平洋戦争緒戦
太平洋戦争開戦時、陽炎型新鋭艦4隻（野分、嵐、萩風、舞風）は引き続き第4駆逐隊（司令有賀幸作大佐：司令駆逐艦「嵐」）を編制し、第四水雷戦隊（司令官西村祥治少将：旗艦「那珂」）に所属。さらに南方方部隊本隊（指揮官近藤信竹第二艦隊司令長官：旗艦「愛宕」）に編入され、第四戦隊（愛宕、高雄、摩耶）、第三戦隊（金剛、榛名）等と共に南方作戦を支援する。当時の第4駆逐隊は「愛宕」（南方部隊本隊）と行動を共にしており、第四水雷戦隊本隊指揮下での作戦行動はほとんどなかった。
1942年（昭和17年）2月下旬以降、第4駆逐隊第1小隊（嵐、野分）は第四戦隊（愛宕、高雄、摩耶）と共にジャワ島南方に進出して掃討作戦を実施。第4駆逐隊第2小隊（萩風、舞風）は南雲機動部隊警戒隊としてセイロン島沖海戦に参加する。同海戦中の4月9日に「赤城」（機動部隊旗艦）が英軍爆撃機9機に奇襲された際、「萩風」は咄嗟に対空射撃を実施、のちに『あの時爆弾が赤城に命中していた方が目が醒めたのでは』と語られたという。
4月14日、シンガポール沖で南雲機動部隊は分割され、陽炎型3隻（秋雲、萩風、舞風）は第五航空戦隊の空母2隻（翔鶴、瑞鶴）を護衛して台湾の馬公市に向かった。馬公着後、五航戦の護衛を第27駆逐隊（時雨、白露、有明、夕暮）に引き継ぎ、日本本土へむかった。五航戦と第27駆逐隊は、このあと5月上旬の珊瑚海海戦に参加している。
内地に帰還した後、5月5日附で井上良雄（萩風艦長）は退任。後任として岩上次一中佐（4月15日まで吹雪型駆逐艦「敷波」艦長）が萩風駆逐艦長に任命される。第4駆逐隊は南雲機動部隊警戒隊（旗艦「長良」）に所属し、第10駆逐隊（秋雲、夕雲、巻雲、風雲）、第17駆逐隊（谷風、浦風、浜風、磯風）と共にミッドウェー海戦に参加した。
6月5日、南雲機動部隊は米軍機動部隊艦載機の空襲を受け、まず空母3隻（赤城、加賀、蒼龍）が被弾炎上した。第4駆逐隊第2小隊（萩風、舞風）は米潜水艦ノーチラスを追い払いつつ、空母「加賀」の乗員を救助した（加賀に不発魚雷1本命中）。「加賀」沈没後、第2小隊（萩風、舞風）は第4駆逐隊第1小隊（嵐、野分）と合流、空母「赤城」の救援に加わった。日の出直前、第4駆逐隊（嵐－野分－萩風－舞風の単縦陣）は「赤城」を雷撃にて処分する。酸素魚雷各艦1本を発射、魚雷命中後の「赤城」は間もなく沈没した。その後、第4駆逐隊は山本五十六連合艦隊司令長官が座乗する戦艦「大和」以下主力艦隊と合流、「萩風」は戦艦「長門」に加賀生存者を移乗させた。
また直後のアリューシャン攻略作戦を支援しつつ、米軍機動部隊出現に対処するため、連合艦隊は南雲機動部隊残存部隊や攻略部隊から艦艇を引き抜き、北方部隊（第五艦隊）を増強する。第4駆逐隊は北方海面に進出し、第四航空戦隊（司令官角田覚治少将：空母龍驤、隼鷹）等と合流して作戦に従事。第二機動部隊（第一空襲部隊《龍驤、隼鷹、高雄、潮、漣、曙、浦風、東邦丸》、第二空襲部隊《瑞鶴、瑞鳳、摩耶、嵐、野分、萩風、舞風、富士山丸》）として行動したが、米艦隊出現の徴候はなく、作戦中止にともない7月上旬以降内地へ戻った。
7月14日附で艦隊の編制が大きくかわり、第4駆逐隊は第十戦隊（司令官木村進少将）に編入される。
7月30日に「萩風」と「嵐」は佐伯より出航し、「ぼすとん丸」と「大福丸」を護衛して8月5日にグアムに到着。一木支隊を乗せていったんは出港するも、グアムで待機となる。連合軍のガダルカナル島上陸により内地帰還予定であった一木支隊はガダルカナル島へ投入されることになり、8月8日に改めて船団はグアムを出港し、「萩風」と「嵐」の護衛で8月12日にトラックに着いた。

### ソロモン諸島の戦い
8月16日午前5時、陽炎型駆逐艦6隻（指揮官/有賀第4駆逐隊司令：嵐《司令駆逐艦》、萩風、陽炎、谷風、浦風、浜風）は陸軍一木支隊約900名（指揮官一木清直大佐）を分乗させトラック泊地を出撃。8月18日21時以降ガダルカナル島タイボ岬へ揚陸した。この部隊は21日イル川渡河戦で全滅している。第17駆逐隊3隻（谷風、浦風、浜風）はラビの戦い（「レ」号作戦）に従事するためガダルカナル島海域を離脱してラバウルに向かった。陽炎型3隻（嵐、萩風、陽炎）は警戒艦として、ひきつづきルンガ泊地附近を行動した。
8月19日、「萩風、陽炎」はサボ島周辺で米軍魚雷艇数隻を砲撃で撃沈。「萩風」は1隻を拿捕して調査したあと自沈させた。
日中、B-17爆撃機の空襲を受け艦尾（三番砲塔とも）に被弾。舵故障を起こす。「萩風」は「嵐」の援護下でガ島の浅瀬に停泊、舵を中央で固定した。有賀司令は「陽炎」にガ島海域警戒任務を引き継がせると、「嵐」、「萩風」をトラック泊地へ回航させた。
8月24日、「萩風」はトラックに到着した。「萩風」は左推進軸を折損していた。
9月8日附で岩上中佐（萩風艦長）は駆逐艦「浦風」駆逐艦長へ転任。萩風駆逐艦長には畑野健二少佐（駆逐艦「睦月」沈没時駆逐艦長）が任命された。
応急修理を受けた「萩風」は11月1日に横須賀へ向けて出航したが、11月7日に推進器を折損して航行不能に陥ったため、「山雲」に曳航されて11月8日に横須賀に着いた。
到着後、翌1943年（昭和18年）1月22日まで浦賀船渠で修理に従事する。この間、12月1日附で畑野（萩風）艦長は駆逐艦「清波」艤装員長に任命されている。清波艤装員長の職務は12月28日附で有馬時吉中佐に交代した。
1943年（昭和18年）2月20日、第4駆逐隊司令は有賀幸作大佐から杉浦嘉十大佐に交代する。2月24日、杉浦司令は司令駆逐艦を「嵐」から「萩風」に変更した。
修理を終えた「萩風」は、夕雲型駆逐艦7番艦「大波」と共に空母「冲鷹」を護衛して2月28日に横須賀を出港し、トラックへ進出。3月8日、「萩風」は第27駆逐隊の駆逐艦「夕暮」と共に空母「冲鷹」の横須賀回航を護衛する。横須賀帰投後の2隻（萩風、夕暮）は戦艦「金剛」の内海西部回航を護衛した。
3月下旬は、空母「翔鶴」及び第50航空戦隊（鳳翔、龍鳳）の訓練に協力。28日、トラック泊地より内地へ帰投中の第七戦隊部隊（鈴谷、熊野、浦風）掩護に派遣される。
4月1日、第三戦隊司令官栗田健男中将指揮下の各艦（金剛、榛名、浦風、萩風）は呉を出発。6日トラック泊地到着。その後、同泊地とラバウル方面で輸送任務に従事した。
4月下旬、トラック泊地にあった第15駆逐隊（親潮、黒潮 、陽炎）、第24駆逐隊（海風）、第4駆逐隊（萩風）は4月24日附で南東方面部隊に編入され、中部ソロモン方面の輸送作戦に従事することになった。各艦は26日にラバウルへ到着して増援部隊に編入、作戦のためブインへ進出した。2隻（萩風、海風）は4月29日の第二次コロンバンガラ島輸送作戦、5月4日第四次輸送任務に従事した。ところが第五次輸送作戦に従事中の第15駆逐隊（親潮、黒潮、陽炎）は米軍が敷設した機雷によって大破、さらに航空攻撃を受けて3隻とも沈没した。第六次作戦のため待機中の2隻（萩風、海風）は急遽出動。コロンバンガラ島を一周して第15駆逐隊を捜索し、内火艇1隻を発見する。乗船中の陽炎先任将校から第15駆逐隊3隻沈没と生存者救助済の連絡を受け、2隻（萩風、海風）は引き返した。第15駆逐隊の全滅によって鼠輸送（駆逐艦輸送作戦）は5月下旬まで中止されている。なお「陽炎」の除籍にともない陽炎型駆逐艦は『不知火型駆逐艦』に改定された。
5月17日、「萩風」は第四水雷戦隊（司令官高間完少将：旗艦「長良」）に編入された。煙突や短艇の標識塗装に変化はない。
6月5日、「萩風」は夕雲型駆逐艦「清波」、吹雪型駆逐艦「潮」と共に空母2隻（雲鷹、冲鷹）の横須賀回航を護衛する事になった。6月5日トラックを出発し、本土へ向かう。6月10日（横須賀到着前日）、「萩風」は第四水雷戦隊の指揮下を離れた。
同日夕刻、第27駆逐隊（有明、夕暮）に護衛されていた空母「飛鷹」は米潜水艦トリガーの雷撃を受けて航行不能となる。横須賀へ回航中の軽巡洋艦「五十鈴」が被雷現場におもむき曳航救難を開始。6月11日、横須賀停泊中の扶桑型戦艦2番艦「山城」と「萩風」にも飛鷹曳航のため出撃命令が下されるが、飛鷹側は曳航状態良好のため「山城の曳航は必要なきものと認む」と発信した。6月12日、飛鷹隊は横須賀に到着する。
6月16日附で萩風駆逐艦長は畑野少佐から馬越正博少佐に交代した。
7月10日、第三艦隊司令長官小沢治三郎中将が指揮する空母4隻（翔鶴、瑞鶴、瑞鳳、冲鷹）、重巡洋艦3隻（利根、筑摩、最上）、軽巡洋艦2隻（大淀、阿賀野）、水上機母艦「日進」、駆逐艦部隊（第4駆逐隊《嵐、萩風》、第17駆逐隊《磯風》、第61駆逐隊《涼月、初月》、夕雲型駆逐艦《玉波》）は横須賀を出撃。各艦は、マーシャル諸島やソロモン諸島派遣予定の陸軍部隊や軍需物資も搭載していた。7月15日、暗号解読や僚艦からの通報により、米潜水艦ティノサとポーギーがトラック諸島近海で小沢機動部隊を待ち伏せていた。ティノサは距離3500mで魚雷4本を発射するが回避され、小沢艦隊は被害なくトラック泊地に到着した。 
7月19日、大型艦5隻（利根、筑摩、最上、大淀、日進）と第十戦隊（阿賀野、萩風、嵐、磯風、涼月、初月）は更にトラック泊地を経てラバウルへ進出した。7月21日、第十戦隊司令官大杉守一少将は「阿賀野」から一時的に「萩風」へ移乗、旗艦を変更した。「嵐」は「利根」、「萩風」は「筑摩」、「磯風」は「大淀」に接舷し、それぞれ補給を受ける。準備完了後、不知火型3隻（萩風、嵐、磯風）は、中戦車22両・野砲16門・歩兵三個大隊・各種軍需物資を満載した水上機母艦「日進」を護衛してラバウルを出撃、ブーゲンビル島のブインへと向かう。第61駆逐隊（涼月、初月）も続けて出港し、ブカ島へ向かった。だがブイン輸送隊はブイン直前で米軍機70機以上の攻撃を受け「日進」は撃沈される。3隻（萩風、嵐、磯風）はブインに約750名の兵員を輸送したのち日進沈没現場に戻り、海軍92名・陸軍81名を救助した。「日進」の沈没は3月3日ビスマルク海海戦の再現になってしまった。

### ニュージョージア島の戦い
ラバウルに帰投後、第十戦隊旗艦は「萩風」から「阿賀野」に戻る。ここで第4駆逐隊（萩風、嵐）のみ南東方面部隊・外南洋部隊・増援部隊に編入され、ソロモン諸島に残ることになった。外南洋部隊増援部隊はニュージョージア島の戦いにともなうクラ湾夜戦やコロンバンガラ島沖海戦で旗艦2隻（秋月型駆逐艦新月《第三水雷戦隊司令官秋山輝男少将戦死、三水戦司令部全滅》、川内型軽巡洋艦神通《第二水雷戦隊司令官伊崎俊二少将戦死、神通艦長佐藤寅次郎少将戦死、二水戦司令部全滅》）、駆逐艦多数（長月、初雪、清波、夕暮）を喪失し、他の駆逐艦も軒並み損傷、着任したばかりの第三水雷戦隊司令官伊集院松治大佐が軽巡「川内」より指揮を執っていた。「萩風、嵐」以外の艦（利根、筑摩、最上、阿賀野、大淀、磯風、涼月、初月）はトラックへ帰投したが、その際「磯風」は魚雷と弾薬を2隻（萩風、嵐）に供与している。
7月25日、第4駆逐隊司令指揮下の駆逐艦3隻（萩風、嵐、時雨）はサンタイサベル島レカタ輸送を実施、揚陸に成功して28日夕方ラバウルへ戻った。8月1日、駆逐艦4隻（萩風、嵐、時雨、天霧）はコロンバンガラ島輸送作戦を実施中、米軍魚雷艇15隻と交戦する。夜間水上戦闘の最中、警戒隊「天霧」はジョン・F・ケネディ中尉を艇長とする魚雷艇「PT-109」を体当たりによって撃沈した。
ニュージョージア島での戦局は悪化する一方であり、日本軍はさらなる増援部隊を投入する。前述のとおり「天霧」は米軍魚雷艇との衝突により損傷したため、白露型駆逐艦「江風」（第24駆逐隊）と任務を交替した。8月5日、ブインおよびコロンバンガラ島への輸送のため、軽巡「川内」と第4駆逐隊司令杉浦嘉十大佐指揮下の駆逐艦4隻（萩風、嵐、江風、時雨）はラバウルを出撃した。伊集院司令官座乗の「川内」は陸兵450名と物資130トンをブインへ、第4駆逐隊は陸兵950名と物資90トンを搭載していた。また「萩風」には第三水雷戦隊先任参謀の二反田三郎中佐が「川内」より乗艦していた。
8月6日、コロンバンガラ輸送隊はブインへ向かう「川内」と分離後、「萩風」－「嵐」－「江風」－「時雨」の単縦陣を形成し、30ノットを発揮して目的地に近づいた。各艦の開距離は500mだったが、3番艦「江風」と最後尾「時雨」の距離は1000mに開いていた。海面には薄い靄がたちこめ、視界は不良だったという

。
日中の時点で輸送隊は米軍哨戒機に捕捉され、行動を報告されていた。これに対し、日本側は「敵有力部隊策動の恐れあり」程度にしか米軍の行動を把握しておらず、予定されていた水上偵察機の夜間哨戒も天候不良を理由に実施していない。
米軍は各方面からの情報に依り、日本艦隊を待ち伏せていた。米軍駆逐艦6隻（指揮官フレデリック・ムースブルッガー中佐：ダンラップ、クレイヴン、モーリー、ラング、スタレット、スタック）はレーダーを装備しており、日本艦隊に対して先制攻撃を敢行する。米水雷戦隊は24本の魚雷を発射。日本艦隊が米艦隊に気付いた時には次々に魚雷が命中し、「江風」は轟沈。
第4駆逐隊（萩風、嵐）も被雷して戦闘不能となる。
「萩風」には魚雷2本が命中。
主砲や魚雷発射管は使用不能となったため、使用可能の機銃で反撃を実施した。だが2隻は続く米駆逐艦隊の砲撃によって炎上し、「嵐」は22時10分前後に沈没、「萩風」も総員退去後の22時18分に沈没した。
単縦陣の最後尾にいた第27駆逐隊の白露型駆逐艦「時雨」(駆逐隊司令原為一大佐)は魚雷攻撃の回避に成功した（2本艦底通過、1本舵命中不発《後日判明》）。つづいて魚雷8本を発射したが米艦隊には命中せず（時雨側は命中と誤認）。次発魚雷を装填して戻ってきたが状況不明のため戦闘継続を断念、生存者の救助を陸上部隊に依頼して戦場を離脱した。その後「時雨」は「川内」と合流してラバウルへ向かった。
米艦隊は「時雨」の追跡を打ち切ったのち戦闘海域に戻り、「萩風」以下沈没艦3隻の生存者を救助しようとしたが、ほとんどの者は救助を拒んだという。戦死者約170名以上。輸送中の陸軍兵合計940名のうち生存者は約120名程であった。
馬越（萩風艦長）は10月1日附で萩風駆逐艦長の職務を解かれ、10月10日より砲艦「唐津」（旧米国砲艦ルソン）艦長に任命される。
駆逐艦「萩風」と「嵐」は10月15日附で不知火型駆逐艦
第4駆逐隊、
帝国駆逐艦籍、
それぞれから除籍された。

## 歴代艦長
艤装員長
1. 井上良雄 中佐：1940年11月15日[5] - 1941年3月31日[9]

駆逐艦長
1. 井上良雄 中佐：1941年3月31日[9] - 1942年5月5日[26]
2. 岩上次一 中佐：1942年5月5日[26] - 1942年9月8日[54]
3. 畑野健二 少佐：1942年9月8日[54] - 1943年6月16日[87]
4. 馬越正博 少佐：1943年6月16日[87] - 1943年10月1日[131]